# Čechy (okres Přerov)
Čechy jsou obec ležící v okrese Přerov. Žije zde 332 obyvatel. Vesnicí protéká říčka Moštenka, na jejím břehu jsou chmelnice a na dohled jsou Hostýnské vrchy.

## Název
Na vesnici bylo přeneseno jméno jejích obyvatel: jde o množné číslo osobního jména Čech (to buď označovalo obyvatele české země nebo to byla domácká podoba některého jména začínajícího na Če- (např. Čěslav, Čěmysl, Čěrad)) a místní jméno tedy znamenalo "Čechovi" (Čechova rodina).

## Historie
První písemná zmínka o obci pochází z roku 1358.

## Doprava
Do vesnice vede silnice číslo II/150.

## Pamětihodnosti
- Zvonice – stojí na návsi naproti domu čp. 41[6] Rok výstavby v druhé půlce 18. století.

## Galerie

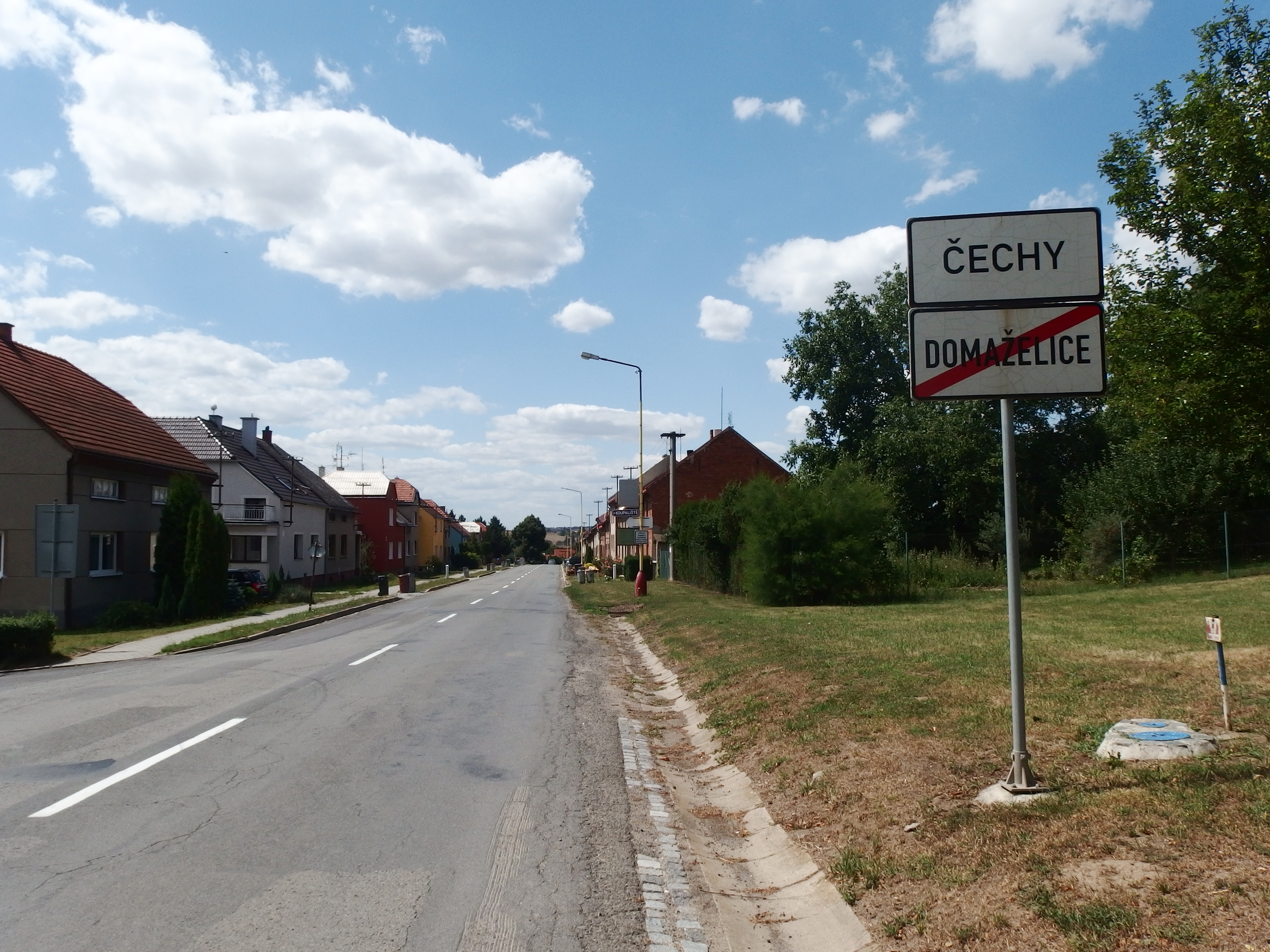
Příjezd od Domaželic
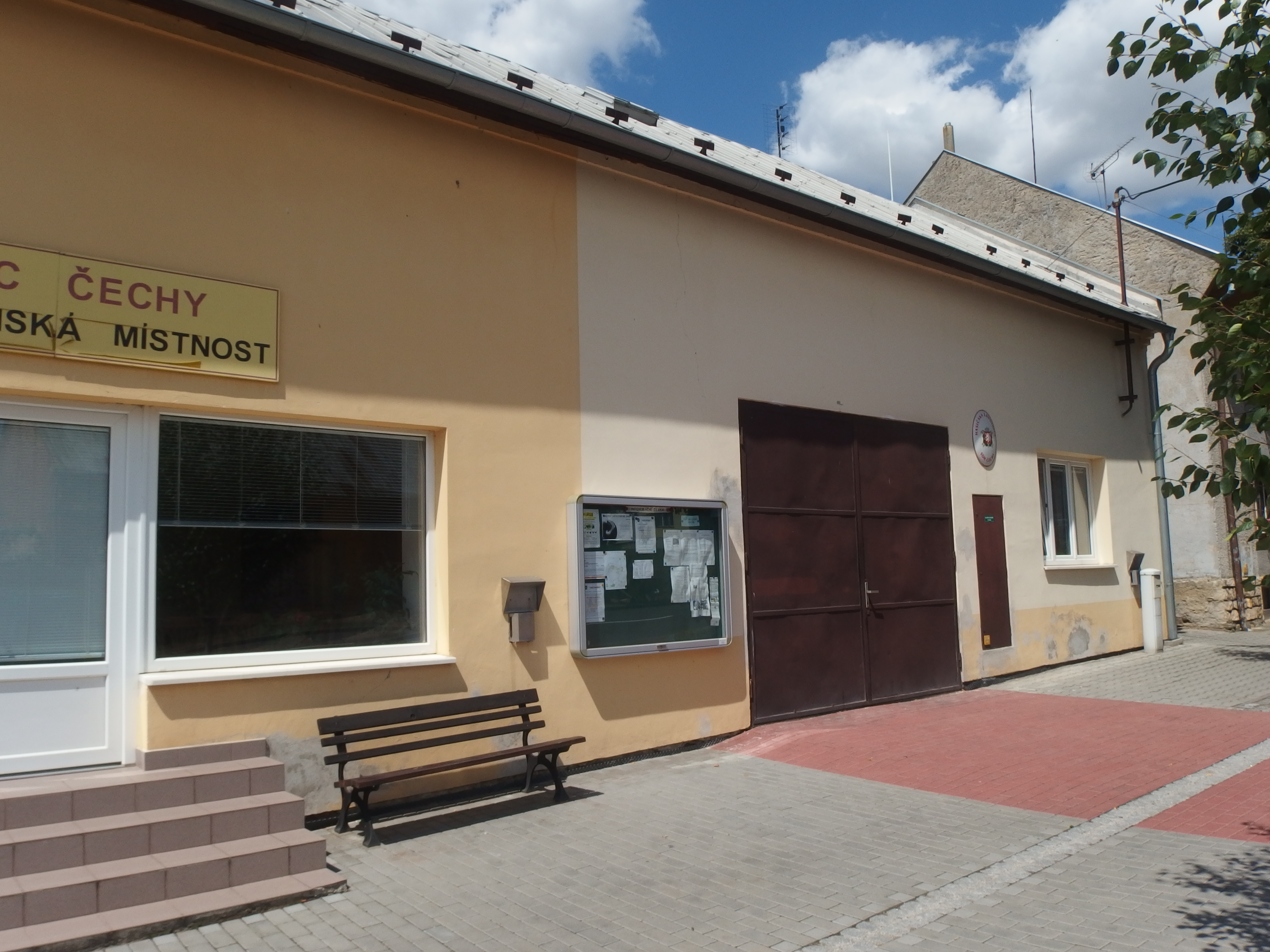
Hasičská zbrojnice
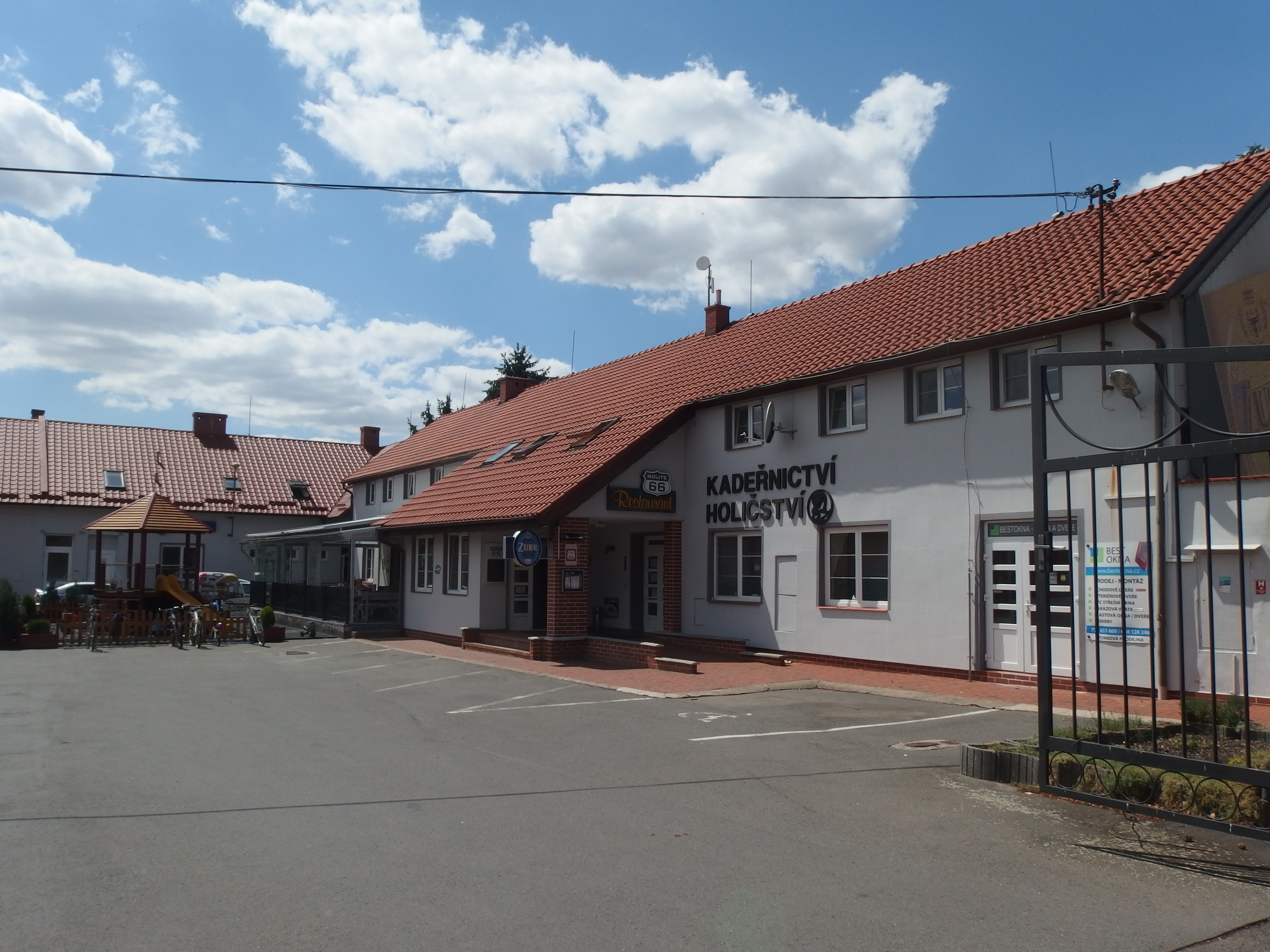
Restaurace
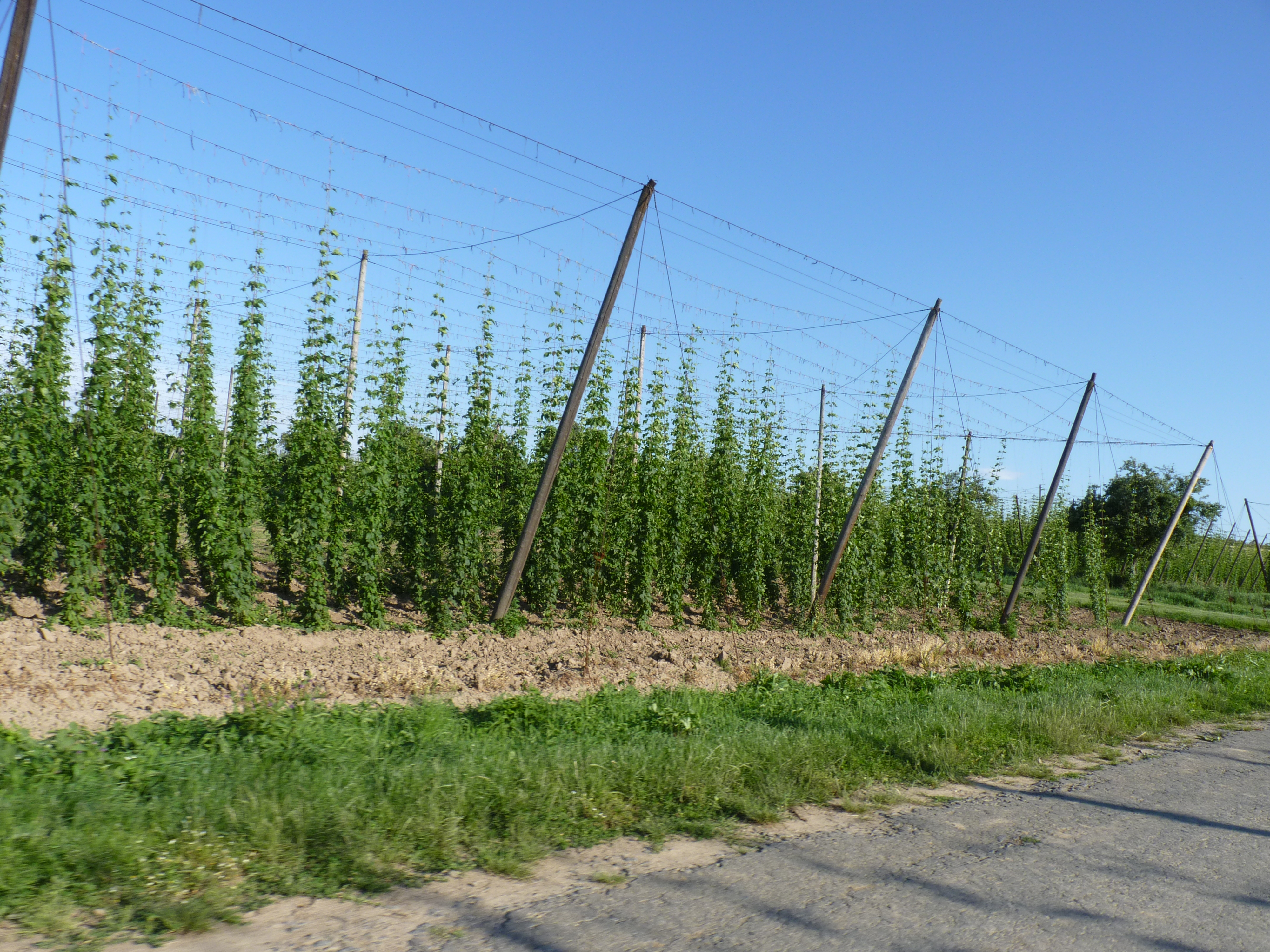
Chmelnice